# Margareta Garpe
Eva Margareta Garpe (ur. 28 lutego 1944 w Sztokholmie) – szwedzka dramatopisarka i reżyserka teatralna.

## Życiorys
W 1969 ukończyła studia dziennikarskie, później przez kilka lat pracowała w piśmie „Aftonbladet”, jednak z powodu choroby w 1972 była zmuszona zrezygnować z pracy. Wspólnie z Suzanne Osten napisała sztukę Tjejsnack (1971) i kilka innych głośnych publicystyczno-kabaretowych sztuk feministycznych oraz psychologicznych, m.in. o relacjach między matkami i córkami (m.in. Dla Julii i Wszystkie dni, wszystkie noce). Przez wiele lat była związana ze sztokholmskim teatrem Unga Klara, poza tym w latach 70. wykładała w Instytucie Dramatycznym w Sztokholmie. W 1997 otrzymała nagrodę De Nios Vinterpris, a w styczniu 2007 królewski medal Litteris et Artibus. 